# High Hill
High Hill és una població dels Estats Units a l'estat de Missouri. Segons el cens del 2000 tenia 231 habitants.

## Demografia
Segons el cens del 2000, High Hill tenia 231 habitants, 102 habitatges, i 62 famílies. La densitat de població era de 193,9 habitants per km².
Dels 102 habitatges en un 27,5% hi vivien nens de menys de 18 anys, en un 49% hi vivien parelles casades, en un 6,9% dones solteres, i en un 39,2% no eren unitats familiars. En el 35,3% dels habitatges hi vivien persones soles el 21,6% de les quals corresponia a persones de 65 anys o més que vivien soles. El nombre mitjà de persones vivint en cada habitatge era de 2,26 i el nombre mitjà de persones que vivien en cada família era de 2,98.
Per edats la població es repartia de la següent manera: un 22,9% tenia menys de 18 anys, un 10,4% entre 18 i 24, un 18,2% entre 25 i 44, un 29,9% de 45 a 60 i un 18,6% 65 anys o més.
L'edat mediana era de 44 anys. Per cada 100 dones de 18 o més anys hi havia 95,6 homes.
La renda mediana per habitatge era de 31.429 $ i la renda mediana per família de 36.250 $. Els homes tenien una renda mediana de 32.500 $ mentre que les dones 17.188 $. La renda per capita de la població era de 18.155 $. Entorn del 4,7% de les famílies i el 10,7% de la població estaven per davall del llindar de pobresa.

## Poblacions més properes
El següent diagrama mostra les poblacions més properes.